# Romano Righi
Romano Righi Riva, nato Romano Righi (nome completo Romano Luigi Gaetano Maria) (Saliceta San Giuliano, 30 aprile 1873 – Parma, 27 novembre 1956), è stato un ingegnere e imprenditore italiano.

## Biografia
Righi nacque a Saliceta San Giuliano, presso Modena, dall'ingegner Policarpo e dalla signora Teresa Corradini Rovatti. Anch'egli ingegnere, alla fine dell'800 ricevette in dono dal padre la "Officina meccanica e fonderia L’Emilia" di Modena, la quale venne trasferita a Reggio Emilia per dare vita, nell'agosto 1901, all'"Officina meccanica e fonderia ing. Romano Righi", fondata dallo stesso Righi insieme al padre e al collega pecettese Giuseppe Menada, attraverso un'elargizione della Cassa di Risparmio di Reggio Emilia.
Specializzata nella costruzione di carri ferroviari, nel 1904 l'azienda fu ampliata, mutando la ragione sociale in Società Anonima Officine Meccaniche Reggiane (OMR). Il 14 febbraio 1907, dopo essere sceso al ruolo di consigliere della società, Righi fondò anche la "Società Anonima Arti Grafiche" insieme a Giovanni Prampolini, direttore dell'OMR. Della "Arti Grafiche", l'ingegnere divenne anche amministratore delegato. Divenne inoltre consigliere di amministrazione della Società Emiliana Esercizi Elettrici. 
Nel gennaio 1910 fu nominato segretario della "Società parmense per la fabbricazione di conserve alimentari" di Parma, la quale in seguito, dopo la fusione con la "Società parmigiana prodotti alimentari", assunse il nome di "Società Anonima Industrie parmigiane conserve alimentari (IPCA)". Nell'aprile 1919 Righi assunse la presidenza della "Associazione italiana delle conserve alimentari" di Roma. Fu poi tra i creatori, a Parma, della "Soc. coop. di esportazione del doppio estratto di pomidoro (SCEDEP)".
Fu anche fondatore della Regia stazione sperimentale per l'industria delle conserve alimentari (SSICA) di Parma, azienda della Camera di Commercio di Parma specializzata nella ricerca sulle conserve, di cui fu anche presidente dal 21 dicembre 1922 al 16 gennaio 1926. Nel corso del 1923 assunse invece la presidenza della Camera di Commercio di Parma, carica che mantenne fino al 1924. Tra il 1929 e il 1930 divenne infine presidente della Cassa di Risparmio di Parma. 